# Heinroths pijlstormvogel
Heinroths pijlstormvogel (Puffinus heinrothi) is een vogel uit de familie van de stormvogels en pijlstormvogels (Procellariidae). Het is een kwetsbare soort zeevogel die broedt op eilanden in de Bismarck-archipel en nabij gelegen eilanden van de Salomoneilanden. Deze vogel is genoemd naar de Duitse ornitholoog Oskar Heinroth.

## Kenmerken
De vogel is 27 cm lang, het is een kleine stormvogel die een fladderige indruk maakt. Meestal is de vogel geheel roetbruin met een zilverkleurige streep over de ondervleugel. Sommige vogels hebben een witte buik.

## Verspreiding en leefgebied
De vogels worden vooral gezien op volle zee rondom de Bismarckarchipel en de Salomonseilanden. In de periode 1981 tot 2007 zijn er waarnemingen die erop wijzen dat de zeevogels broeden in het bergland van het eiland Bougainville en in 1998 zijn mogelijk broedende vogels gezien op het eiland Kolombangara (Salomoneilanden). Buiten de broedtijd worden de vogels in het hele zeegebied rond Bismarck-archipel en de westelijke helft van de Salomoneilanden gezien, vaak in gezelschap van andere zeevogels. Over het voortplantingsgedrag is weinig bekend. De vogels broeden waarschijnlijk hoog in de bergen van de eilanden Bougainville en Kolombangara, en mogelijk in vergelijkbaar gebied op andere kleine eilanden in de buurt.

## Status
Heinroths pijlstormvogel heeft een beperkt verspreidingsgebied en daardoor is de kans op uitsterven aanwezig. De grootte van de populatie wordt op grond van schattingen uit 2000 door BirdLife International gesteld op 350 tot 1500 individuen. Hoewel er weinig bekend is over de ecologie van deze zeevogels, vreest BirdLife voor habitatverlies door het kappen van regenwoud en voor schadelijke effecten op het broedresultaat door de aanwezigheid op de eilanden van invasieve zoogdieren zoals ratten en verwilderde katten en honden. Om deze redenen staat deze soort als kwetsbaar op de Rode Lijst van de IUCN.